# Cascavel EC
Der Cascavel Esporte Clube war ein Fußballklub aus Cascavel, im brasilianischen Bundesstaat Paraná. Sein Maskottchen war eine Klapperschlange.

## Geschichte
Die Gemeinde Cascavel begann ihre Teilnahme an offiziellen Fußballwettbewerben Ende der 1960er Jahre, als der Tuiuti Esporte Clube im Jahr 1968 und die Associação Atlética Comercial im Jahr 1969 in der zweiten Liga der Staatsmeisterschaft von Paraná antraten und beide jeweils den zweiten Platz erreichten. 1970 schlossen beide Klubs ihre Fußballabteilungen. In der Folge wurde der Cascavel Futebol Clube gegründet, der in dem Jahr zweiten Liga der Staatsmeisterschaft antrat und in den beiden Jahren darauf in deren obersten Spielklasse. Nach der Austragung 1972 stellte der Klub seine Aktivitäten wieder ein.
Cascavel wurde am 19. Januar 1979 gegründet. Das Maskottchen des Klubs wurde die Klapperschlange, abgeleitet von deren erster Spielstätte, dem Estádio Municipal Amadores Theodoro Colombelli, welche den Spitznamen Ninho da Cobra (Schlangennest) trägt. Anfangs waren die Klubfarben Rot, Blau und Weiß, welche später durch Gelb, Schwarz und Weiß ersetzt wurden. Der neue Klub gab sein Debüt in der zweiten Liga der Staatsmeisterschaft am 15. Juli 1979 beim SBR Comercial in Terra Roxa (1:1-Unentschieden). Bereits in seinem zweiten Spiel, im Heimspiel am 29. Juli gegen den CE União, konnte der Klub mit einem 1:0 seinen ersten Sieg feiern. União schloss im November die Meisterschaft als Titelträger und stieg in die erste Liga der Staatsmeisterschaft auf, begleitet vom Vizemeister Cascavel.
In der Staatsmeisterschaft 1980 gab Cascavel am 5. Juni seinen Einstand. Man empfing den Guarapuava EC und mit einem 3:0-Sieg gleich seinen ersten Erfolg feiern. Dieses sollte nicht der einzige in der Liga bleiben. Der Klub kämpfte sich bis ins Finale der besten vier durch und schloss diese als Bester ab. Im Finale am 30. November hieß der Gegner Colorado EC. Das Spiel fand bei diesem statt. Colorado geht bereits nach fünf Minuten durch ein Tor von Jorge Nobre in Führung. Es kam zu einem Handgemenge und Schiedsrichter Tito Rodrigues schickte Cascavels Spieler Marcos vom Platz. In der 23. Minute fiel das zweite für Colorado. Am Ende der ersten Halbzeit kam es zu einem weiteren Handgemenge und der Schiedsrichter schickte Maurinho, einen weiteren Spieler von Cascavel, vom Platz. Cascavel kehrte für die zweite Halbzeit mit nur sieben Spielern zurück. Gemäß dem Arzt des Klubs konnten zwei Spieler aufgrund von Verletzungen nicht mehr antreten. Kurz nach Wiederanpfiff musste Cascavel Torwart Zico verletzt das Spielfeld verlassen. Ohne die vorgeschriebene Mindestanzahl von sieben Spielern konnte der Klub nicht weiterspielen und der Schiedsrichter beendete das Spiel. Colorado feiert den Titel und dreht eine Ehrenrunde. Doch der Fall war damit nicht abgeschlossen. Am 4. Dezember entscheidet das Tribunal de Justiça Desportiva, das Sportgericht von Paraná, über den Fall und bestraft Cascavel mit dem Abzug von Punkten, erkannte den Titel jedoch nicht zugunsten von Colorado an. Die Entscheidung wurde durch den Präsidenten den Federação Paranaense de Futebol, den Fußballverband des Bundesstaates, Luiz Gonzaga da Motta Ribeiro, getroffen. Dieser erließ eine Verfügung, mit der beide Klubs zu Meistern von Paraná erklärt wurden.
Im Jahr darauf nahm Cascavel, als Qualifikant aus der Staatsmeisterschaft, erstmals an der Série B, der zweiten nationalen Liga, teil. In der ersten Runde der Taça de Prata 1981 trat man in der Gruppe D mit acht Teilnehmern an. Die ersten beiden kamen eine Runde weiter. In seinen sieben Spielen erreichte der Klub einen Sieg und ein Unentschieden bei 7:10 Toren. Damit belegte Cascavel den vorletzten Platz und schied aus. Im Gesamtklassement der 48 Teilnehmer reichte es für den 43. Rang. Beim Folgeturnier, der Taça de Prata 1982, war das Ergebnis geringfügig besser, man wurde 39.
1986 nahm Cascavel am Torneio Paralelo teil. Einem in der obersten Liga Brasiliens eingebettetem Turnier. Ziel war es vier Teilnehmer für die zweite Runde zu ermitteln. Es nahmen 36 Klubs in Gruppen teil. Die jeweiligen Gruppensieger erhielten den Zugang zur zweiten Runde. Es stellte explizit keine Ausgabe der Série B dar. Für den Klub war es ein enttäuschender Auftritt. In acht Spielen kam man nur auf vier Unentschieden und wurde 78. der 80. Teilnehmer. Dieses war der letzte Auftritt des Klubs auf nationaler Ebene.
In der Staatsmeisterschaft konnte Cascavel bis einschließlich 1997 die Spielklasse halten. Dann erfolgte der Abstieg, welcher am 17. Dezember 2001 in der Auflösung des Klubs mündete. Der Cascavel EC fusionierte mit zwei weiteren Klubs der Stadt. Diesen waren die Sociedade Recreativa Cascavel. Ein junger Klub, welcher 1998 und 2011 in der dritten Liga der Staatsmeisterschaft sowie 1999 und 2000 in deren zweiten Liga angetreten war. Der zweite war der Cascavel Clube SA von 1998, welcher 2001 in der zweiten Liga in Erscheinung getreten war. Der neue Klub erhielt den Namen Cascavel Clube Recreativo.

## Teilnahme an Fußballwettbewerben
| Wettbewerb                           | Teilnahmen             |
| ------------------------------------ | ---------------------- |
| Série B                              | 02× – 1981, 1982       |
| Staatsmeisterschaft                  | 18× – 1980–1997        |
| Staatsmeisterschaft Segunda Divisão  | 03× – 1979, 1998, 2000 |
| Staatsmeisterschaft Terceira Divisão | 01× – 2001             |

## Erfolge
- Staatsmeisterschaft von Paraná: 1980
- Campeonato do Interior Paranaense: 1980, 1987, 1988